# Barcelonnette
Barcelonnette é uma comuna francesa na região administrativa da Provença-Alpes-Costa Azul, no departamento dos Alpes da Alta Provença. Estende-se por uma área de 16,42 km². Em 2010 a comuna tinha 2 773 habitantes (densidade: 168,9 hab./km²).